# Monte Haddington
O Monte Haddington é um vulcão em escudo com 1630 m de altitude no topo, localizado na Ilha James Ross, Antártida. Tem 60 km de largura e, ao longo da sua história, teve várias erupções que formaram várias tuyas.  É o ponto mais alto da sua ilha e tem muitas erupções subglaciais.